# Maria Barówna
Maria Barówna (również Maria Miriam Bar; ur. 1900 w Warszawie, zm. po 1960 w Izraelu) – polska pianistka, pedagog oraz krytyk muzyczny żydowskiego pochodzenia, uczestniczka dwóch pierwszych, w 1927 i 1932, Międzynarodowych Konkursów Pianistycznych im. Fryderyka Chopina w Warszawie.

## Życiorys
Urodziła się w 1900 w rodzinie polskich Żydów w Warszawie. Dzieciństwo spędziła w Rosji. Będąc wybitnie utalentowaną rozpoczęła naukę gry na fortepianie w Moskwie pod kierunkiem Michaiła Gniesina, natomiast naukę teoretyczną studiowała pod okiem Aleksandra Grieczaninowa w Szkole Muzycznej Gniesienych. W 1921 powróciła do wolnej po czasach zaborów Polski, gdzie w Warszawie kontynuowała naukę w Wyższej Szkole Muzycznej im. Fryderyka Chopina pod kierunkiem wybitnego pedagoga prof. Aleksandra Michałowskiego, kończąc ją ze złotym medalem.
Po ukończeniu Warszawskiego Konserwatorium rozpoczęła karierę pianistyczną, występując w licznych recitalach czy też koncertując w Filharmonii Warszawskiej, m.in. z orkiestrami pod batutą Grzegorza Fitelberga czy Bronisława Szulca. W drugiej połowie lat 20. XX wieku przygotowywała się do organizowanego po raz pierwszy Międzynarodowego Konkursu Pianistycznego im. Fryderyka Chopina w Warszawie, do którego się zgłosiła, ale po występie eliminacyjnym nie została dopuszczona do finału. W 1932 spróbowała swoich sił jeszcze raz w II Międzynarodowym Konkursie Pianistycznym im. Fryderyka Chopina, podobnie jednak jak poprzednio nie zdołała po eliminacjach awansować do finału. 
Współpracowała z muzykiem Wilhelmem Kryształem, z którym prowadziła Warszawski Instytut Muzyki przy ulicy Senatorskiej 32. Była tam pedagogiem w klasie fortepianu, a jej uczennicą była m.in. pianistka i śpiewaczka operowa Maria Ajzensztadt. Po wybuchu II wojny światowej, u schyłku 1939 znalazła się w Wilnie, gdzie została aresztowana, a następnie deportowana na Syberię. Po ogłoszeniu amnestii dla Polaków wyjechała do Taszkientu, gdzie dołączyła do 2 Korpusu Polskiego generała Władysława Andersa, będąc w Iranie. W 1943 wyjechała do Palestyny, gdzie się ostatecznie osiedliła. Powróciła do występów pianistycznych, dając liczne koncerty. Była w tym okresie również krytykiem muzycznym, działając w piśmie „Davar” (hebr. ‏דבר‎). Zmarła w latach 60. XX wieku w Izraelu i tam też została pochowana. 

## Repertuar i dyskografia
Marię Barównę ceniono za interpretację dzieł przede wszystkim Fryderyka Chopina i Mauricego Ravela. Na recitalach wykonywała również utwory innych kompozytorów, np. Aleksandra Skriabina czy Ferenca Liszta. W okresie dwudziestolecia międzywojennego nagrała kilka płyt dla wytwórni Syrena Rekord.
Z pozostawionych przez nią nielicznych nagrań wydano – już po jej śmierci – dwie składankowe płyty z utworami wykonywanymi również przez innych pianistów.
| Albumy | |                |
| Rok    | Tytuł | Wydawca        |
| 1969   | The golden pages of Polish pianistic art. Volume 3, Aleksander Michałowski, Wanda Landowska, Janina Familier-Hepnerowa, Róża Etkinówna, Maria Barówna, Józef Śmidowicz, Jerzy Żurawlew, piano | Columbia Japan |
| 2012   | The Great Polish Chopin Tradition: Michałowski vol. 3, Professor & Composer, Sofronicki, Etkin, Barówna, Szpilman & Marat                                                                     | Selene         |